# 트레버 피노크

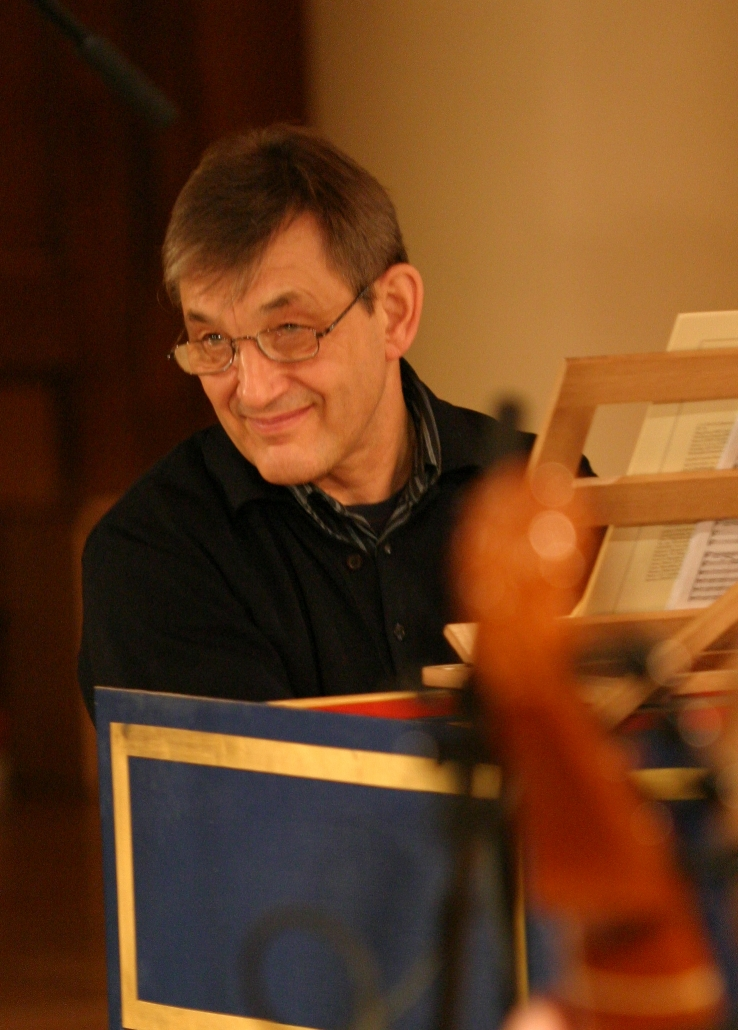

트레버 피노크(Trevor David Pinnock, CBE, 1946년 12월 16일 ~ )는 잉글랜드의 하프시코드 연주자이자 지휘자이다. 캔터베리에서 태어나 어린 시절 캔터베리 대성당에서 성가대원으로서 피아노와 오르간을 배웠다. 그 후, 런던의 왕립음악대학(RCM)에서 랠프 다운스(Ralph Downes)와 밀리센트 실버(Millicent Silver)에게 배웠다. 학창 시절에 갤리어드 하프시코드 트리오(Galliard Harpsichord Trio)를 결성하며 활동을 시작해 아카데미 챔버 오케스트라 등에서 연주한다.

## 서훈
- 1992년 대영 제국 훈장 3등급(CBE) 수훈[1]